# Sint-Jacobuskerk (Sint-Jacobs-Kapelle)

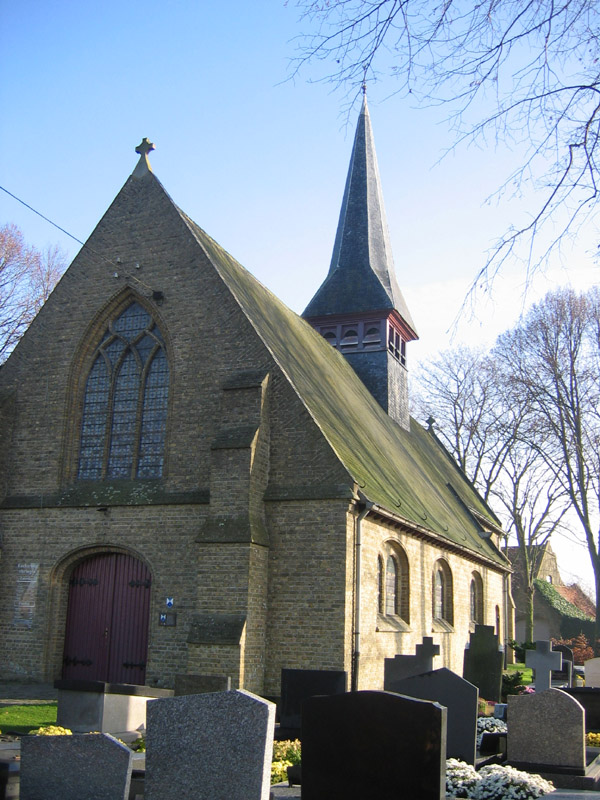
Sint-Jacobuskerk

De Sint-Jacobuskerk is de parochiekerk van het tot de West-Vlaamse gemeente Diksmuide behorende dorp Sint-Jacobs-Kapelle, gelegen aan het Sint-Jacobusplein 5.
De kerk is gewijd aan Jacobus de Meerdere.

## Geschiedenis
De parochie zou zijn opgericht in 1247 en was een afsplitsing van die van Esen. De eerste vermelding was van 1282 of 1296 als Saint-Jackeme-Capielle. De pelgrimage naar Santiago de Compostela werd in die jaren veel beoefend. In 1420 werd de kerk vergroot, waarbij het 13e-eeuws koor werd geïntegreerd. In 1565-1566 werd de kerkklok kapotgeslagen door de beeldenstormers. In 1594 werd deze opnieuw gegoten met als opschrift: Ic heete Jacob 1594. In de jaren '50 van de 16e eeuw werd de kerk geplunderd door -onder meer Franse- legerbendes. Begin 18e eeuw werden smalle zijbeuken toegevoegd.
Na 15 oktober 1914 begonnen Duitse beschietingen. Vooral op 4 december 1914 leidden deze tot verwoesting van de kerk. Het klokje en de kerkschatten waren ondertussen in veiligheid gebracht.
Aanvankelijk wilde men de kerkruïne handhaven als oorlogsmonument. Uiteindelijk werd besloten de kerk te herbouwen. In 1925 kwam de kerk gereed naar ontwerp van Camille Van Elslande.

## Gebouw
Het betreft een bakstenen pseudobasiliek met smalle zijbeuken, waarin naast het oorspronkelijke gotische geheel ook enkele elementen uit de Vlaamse renaissancestijl werden toegevoegd. Als toren dient een dakruiter.
Het hoofdaltaar en de preekstoel zijn eenvoudiger van aard dan de oorspronkelijke. De heiligenbeelden stammen van omstreeks 1925 en werden in gepolychromeerd gips uitgevoerd.
De kerk wordt omringd door een kerkhof dat nog enkele originele grafstenen bevat, waaronder de 16e-eeuwse grafzerk van een kerkmeester.